# محطة ضخ تصريف الناصرية
محطة ضخ تصريف الناصرية هي محطة ضخ لتصريف الأراضي في العراق تقع على بعد 10 كم جنوب شرق الناصرية في محافظة ذي قار. تضخّ المحطةُ مياه الصرف الزراعي التي يجمعها المصرف الرئيسي في شمال نهر الفرات في محافظتي ذي قار والمثنى إلى مصفاة تحت الفرات حيث تجري إعادتها إلى المصرف الرئيسي وأخيراً تصريفها في الخليج العربي. تخفف محطة الضخ من تراكم المياه وهي عنصر حيوي في نظام صرف زراعي أكبر مصمم لتصريف 1.5 مليون هكتار من الأراضي بهدف تقليل ملوحة التربة. تتكون من 12 مضخة، سعة المضخة الواحدة 20 م³/ثانية (316,000 جالون/دقيقة)، وهي أكبر مضخة صرف صحي في الشرق الأوسط.

## التاريخ
أعدَّ المهندس البريطاني فرانك هايغ في عام 1951 تقرير هايغ للحكومة العراقية، واضعاً أساس بنية تحتية لتصريف أهوار بلاد الرافدين بهدف استصلاح الأراضي للزراعة. أوصى تقريره بإنشاء شبكة معقدة من القنوات والمصارف والسدود في الأجزاء السفلى من نهري دجلة والفرات. وبدأت أعمال البناء في مصرف التصريف الرئيسي عام 1953، المعروف أيضًا بالنهر الثالث، المخصص لتصريف المياه من الأهوار الوسطى عبر قناة تنتهي في الخليج العربي. لم يبدأ بناء محطة ضخ تصريف الناصرية، التي كانت ستخدم لضخ المياه إلى مصفاة تحت نهر الفرات حتى عام 1983. عمل مقاول برازيلي على محطة ضخ المياه حتى عام 1986 عندما أجبرت الاضطرابات السياسية على وقف البناء. استمر البناء في عام 1992، وهو نفس العام الذي اكتمل فيه المصرف الرئيسي، ولكنه كان متقطعًا حتى عام 1999 بسبب الفيضانات والأعطال الهيكلية. بصرف النظر عن الزراعة، كان يُنظر إلى وزارة الدفاع كأداة لصدام حسين لتجفيف الأهوار الوسطى من أجل حرمان الشيعة من ملاذ بعد انتفاضات عام 1991 في العراق.

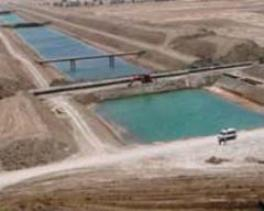
جزء من تصريف الفرات الشرقي

منحت هيئة المهندسين بالجيش الأمريكي شركة واشنطن الدولية عقدًا بقيمة 78 مليون دولار بعد غزو العراق عام 2003 لإكمال محطة الضخ. شمل العقد الأصلي حفر محطة الضخ المتوقفة عن العمل بالإضافة إلى تركيب النظام الإلكتروني الداخلي، وتسعة من المضخات، والأبواب، وإكمال جزء كبير من السيفون الخرساني. بدأ البناء مرة أخرى في أغسطس 2005، لكن المشاكل المتعلقة بالخرسانة والمكونات الكهربائية أدت إلى تجاوز المشروع للميزانية بمقدار 80 مليون دولار. أدت التكاليف المتزايدة إلى إنهاء مهندسي الجيش والحكومة الأمريكية البناء عند نسبة 70% من الاكتمال ونقل المشروع إلى حكومة العراق. بعد أن وافقت حكومة العراق، نُقِل المشروع إلى الحكومة العراقية في 1 مارس 2007. لاحقًا، في يونيو 2007، وقعت وزارة الموارد المائية العراقية اتفاقية منحة بقيمة 20 مليون دولار من التمويل الأمريكي الذي سيساعد في إكمال محطة الضخ. افتتحت محطة الضخ في 1 ديسمبر 2008 وانتهت في فبراير 2009 ولكن كان من المتوقع في الأصل أن تكتمل في 31 ديسمبر 2007.
رافق محطة الضخ مشروع إضافي من فيلق المهندسين، وهو تصريف الفرات الشرقي، الذي يتكون من سلسلة من قنوات الصرف في محافظة المثنى والتي اتصلت في النهاية عبر قناة كبيرة واحدة بوزارة الدفاع قبل الوصول إلى محطة الضخ. اكتمل المشروع بقيمة 38.5 مليون دولار في نهاية عام 2009. قناة الفرات الشرقي هي واحدة من عدة قنوات متصلة بالمصرف الرئيسي وصُمِّمَت خصيصًا لاستصلاح 58,000 هكتار من الأراضي وتصريف 400,000 هكتار إضافية. تساعد محطة الضخ بسعة 240 م³/ثانية بشكل إجمالي في تصريف منطقة تبلغ مساحتها 1.5 مليون هكتار عبر المصرف الرئيسي.